# Macizo Colombiano
El macizo colombiano, también llamado nudo de Almaguer, es la estrella hídrica más importante de Colombia. Está constituido por un conjunto montañoso de los Andes colombianos que cubre a los departamentos de Huila, Cauca, Nariño y Putumayo, al norte del nudo de los Pastos.

## Geografía
Su extensión total es de 3 268 237 ha, distribuidas así: 1 371 613 ha de bosques; 1 542 313 ha de agroecosistemas; 256 685 ha correspondientes a páramos; 4342 ha pertenecientes a la zona nival; 92 432 ha con vegetación xerofítica, y 856 ha en asentamientos urbanos. Cuenta con alturas que varían entre los 2600 y 4700 m s. n. m..
Es un reservorio de aguas, pues de él nacen ríos como el Patía (de la vertiente Pacífica), el Cauca y el Magdalena (de la vertiente Caríbe), y el Putumayo y el Caquetá (de la cuenca Amazónica).
Contiene 362 cuerpos lagunares en la alta montaña, 13 páramos y ecosistemas ricos en flora y fauna. En dirección suroeste a noroeste sobresalen los páramos de Cutanga, El Letrero, Las Papas, El Apio, El Buey, Las Hermosas y los volcanes nevados de Sotará, Huila y Puracé; en este último y en su área circundante, 830 km², se localiza el Parque nacional natural Puracé.
Muy pocas personas han escalado los extensos dominios de esta región, ya que está atravesada por encrespados cerros y cerradas montañas en un ambiente de páramos inexpugnables y gélidos, que hacen a la vez de guardianes naturales, preservan estos formidables recursos hidrológicos cuyos cauces irrigan de vida a media Colombia en largo recorrido antes de afluir en el mar. 
El Macizo Colombiano ha sido catalogado por parte de la Unesco como reserva de la biósfera, es un área estratégica a nivel nacional e internacional, dado su significado para la producción de agua, la biodiversidad y los ecosistemas. Su conformación especial representa una de las regiones con más posibilidades de desarrollo en Colombia, pero también, con grandes problemas que pueden llevarla a un proceso de degradación acelerada.

## Habitantes
En esta área colombiana están asentadas comunidades indígenas, afrodescendientes y campesinas mestizas, convirtiendo a esta ecorregión en referente, no solo por su biodiversidad e importancia hídrica, sino por la construcción multiétnica y pluricultural.
La corona del macizo, territorio ancestral y sagrado, está poblada por comunidades indígenas yanaconas y campesinas mestizas (guardianes de las lagunas y los páramos); en las zonas altas del núcleo del macizo predominan las comunidades indígenas de los yanaconas, paeces y coconucos. Hacia las partes medias de las cuencas de los ríos Patía y Caquetá predominan comunidades campesinas y asentamientos de afrodescendientes, y en menor grado comunidades kamsá e ingas en el Putumayo; en la región del Huila se encuentran asentamientos de colonos y campesinos mestizos principalmente.

## Galería

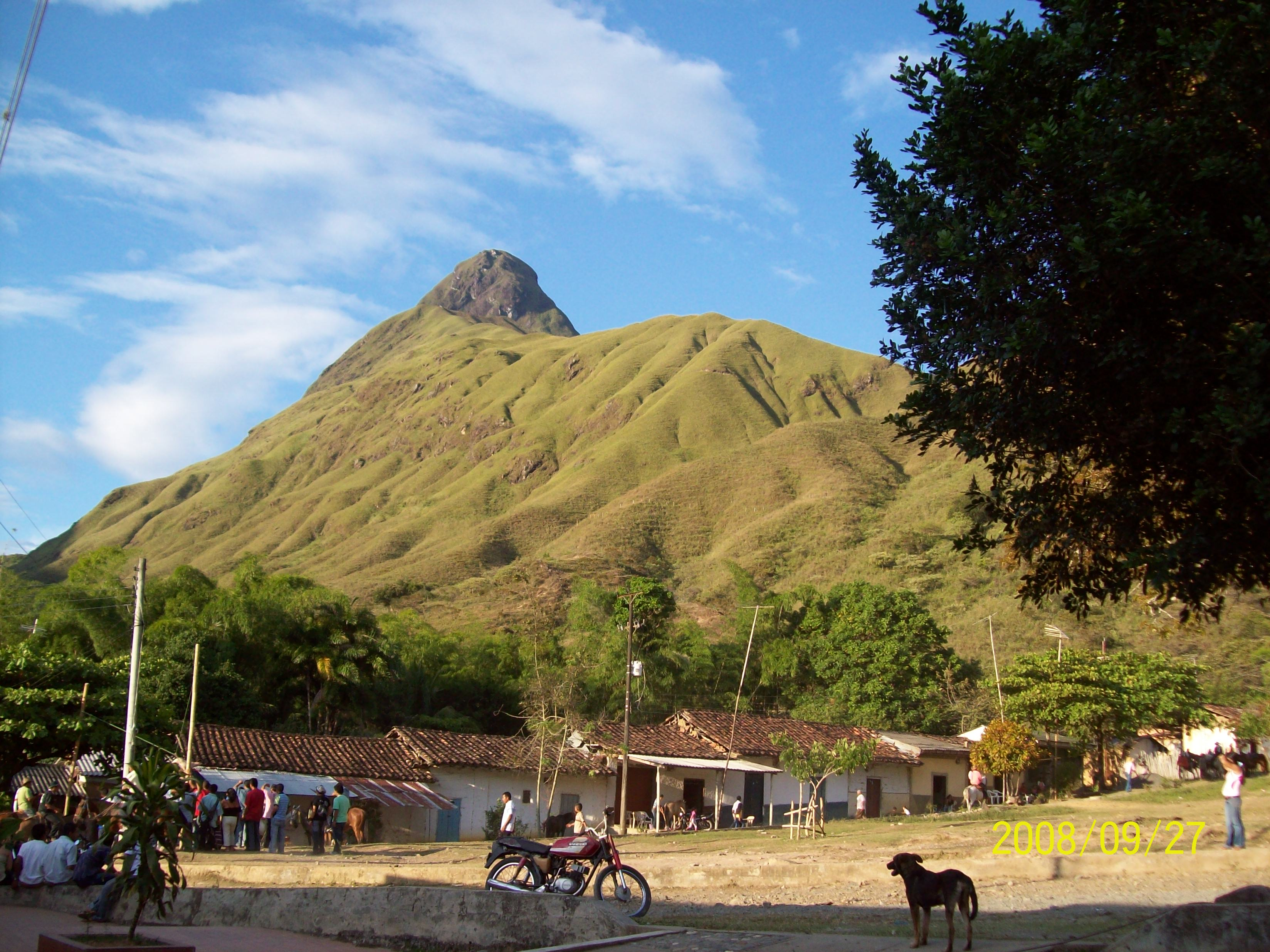
Cerro de Lerma, Cauca
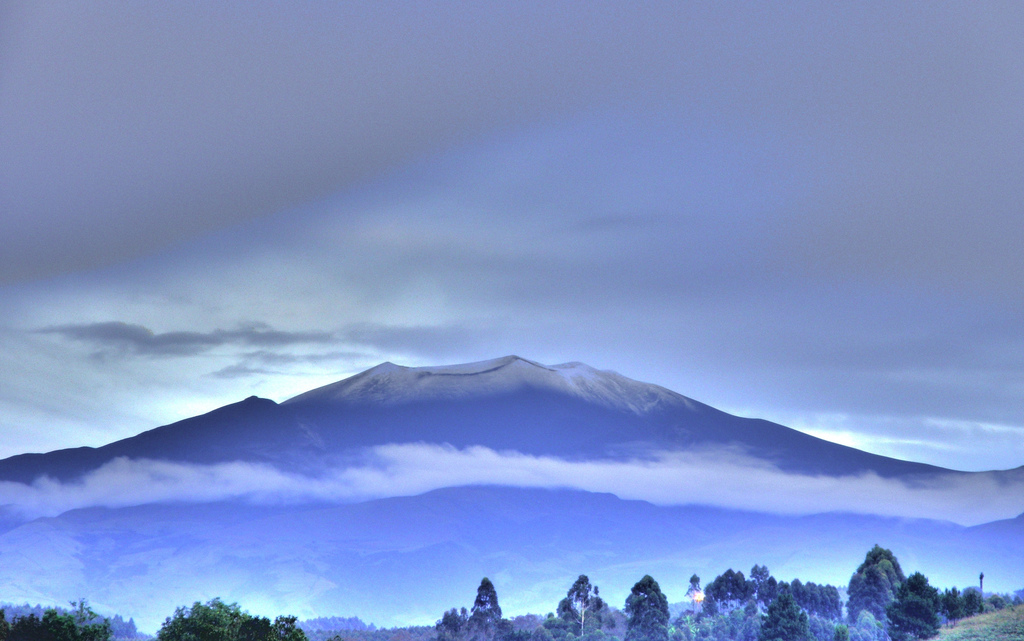
Volcán Puracé